# Croce Rossa lussemburghese
La Croce Rossa lussemburghese (in francese Croix-Rouge luxembourgeoise) è la società nazionale della Croce Rossa del Granducato di Lussemburgo, stato dell'Europa occidentale.

## Denominazione ufficiale
- Croix-Rouge luxembourgeoise (CRL), in lingua francese, uno dei tre idiomi ufficiali del Lussemburgo.

## Storia

### Antefatto
Il 6 agosto 1914, poco dopo lo scoppio della prima guerra mondiale, la granduchessa Maria Adelaide lanciò un appello alla popolazione, annunciando la creazione di una fondazione umanitaria che potesse alleviare le condizioni dei feriti e dei militari, in linea con la Convenzione di Ginevra del 1864.

### La fondazione
Due giorni dopo, l'8 agosto, i coniugi Émile e Aline Mayrisch radunarono alcune personalità nazionali (il presidente della Camera dei Deputati, il presidente del Consiglio di Stato, il sindaco di Lussemburgo, il direttore del Laboratorio di Batteriologia, il consigliere del governo per i paesi alleati e le donne combattenti, i rappresentanti di tre religioni e il Maresciallo di Corte) per firmare l'atto costitutivo della Croce Rossa lussemburghese. Nell'ottobre dello stesso anno venne riconosciuta dal Comitato internazionale della Croce Rossa.
La famiglia Mayrisch mise la propria abitazione di Dudelange a disposizione della neonata Società, trasformandola in un ospedale militare. Dal 2007 è di proprietà della Croce Rossa ed è nota con il nome di Casino de l'Arbed. Per il resto del conflitto continuò l'assistenza verso i feriti e i prigionieri bellici che transitavano in territorio lussemburghese.

### Primo dopoguerra e seconda guerra mondiale
Conclusa la Grande Guerra, i fondatori videro la necessità di allargare le azioni della Società e il 16 agosto 1923 venne conferita personalità giuridica all'organizzazione, ponendo le basi per la sua ramificazione in tutto il Granducato.
Tra il 1928 e il 1940 le sue attività si estesero alla tutela delle madri, dei loro figli e alla formazione del personale infermieristico indispensabile per l'attuazione della prevenzione sanitaria, sebbene nel 1933 le risorse dell'associazione vennero esaurite a causa di una crisi finanziaria.
Nel 1940 la Croce Rossa lussemburghese istituì un proprio ufficio a Montpellier, per assistere coloro che erano scappati dal sud del Lussemburgo per sfuggire all'occupazione tedesca.

## Organizzazione e attività
Ad agosto 2022 l'organizzazione della Croce Rossa lussemburghese è la seguente:

### Assemblea
È l'organo governativo della Società, formato dalla presidenza, dai membri di diritto, dai membri delegati e dai membri nominati.

#### Presidenza
- Presidente: María Teresa Mestre;
- Vice presidente: Rita Krombach-Meyer;
- Vice presidente: Michel Wurth.

#### Membri di diritto
- Presidente della Camera dei Lavoratori: Nora Back;
- Presidente di Syvicol: Emile Eicher;
- Presidente della Camera dei Deputati: Fernand Etgen;
- Presidente della Camera dell'Agricoltura: Guy Feder;
- Presidente della Camera di Commercio: Luc Frieden;
- Sindaco di Esch-sur-Alzette: Georges Mischo;
- Presidente della Camera dei Mestieri: Tom Oberweis;
- Sindaca di Lussemburgo: Lydie Polfer;
- Presidente del Consiglio di Stato: Christophe Schiltz;
- Presidente della Camera dei funzionari e dei dipendenti pubblici: Romain Wolff;

#### Membri delegati
Sono i rappresentanti delle sezioni locali della Croce Rossa lussemburghese.
Le sezioni locali sono trentanove e si occupano di organizzare eventi culturali e ricreativi i cui proventi vengono devoluti all'organizzazione.
Si riuniscono una volta all'anno per eleggere tra i suoi membri (ovvero dei volontari) quattro persone alla carica di "membri delegati" dell'Assemblea.
- Presidente della Sezione locale di Bridel Kopstal: Joëlle Breuer-Stein;
- Presidente della Sezione locale di Larochette: Nico Dhamen;
- Presidente della Sezione locale di Dudelange: Josiane Di Bartolomeo;
- Presidente della Sezione locale di Echternach: Christophe Origer.

#### Membri nominati
Sono trentadue.

### Consiglio di Amministrazione
I suoi membri vengono nominati per decreto del Granduca e si occupano di supervisionare la contabilità, di preparare i piani giornalieri da proporre all'Assemblea e di supervisionarne le deliberazioni.
- Presidente: Michel Wurth;
- Vice presidente: Rita Krombach-Meyer;
- Secretario: Daniel Mart;
- Tesoriere: Pierre Ahlborn;
- Amministratrice: Sonja Hoffmann;
- Amministratrice: Manou Hoss;
- Amministratore: Pierre Jaeger.

### Comitato di Verifica
Supporta il Comitato di Direzione Allargato occupandosi dei controlli interni, di gestione del rischio, delle informazioni finanziarie e del rispetto dei regolamenti.
- Presidente: Franz Prost;
- Membro: Germain Becker;
- Membro: Christian Billon;
- Membro: Pierre Jaeger;
- Membro: Tom Loesch;
- Membro: Gaby Weiler.

### Comitato di Direzione Allargato
Gestisce gli ambiti in cui opera la Croce Rossa lussemburghese, avendo un direttore per ogni settore sotto l'autorità del Direttore generale.
Sottopone le decisioni da prendere e propone al Consiglio di Amministrazione i progetti su cui lavorare. Si occupa di gestire gli affari legali, la comunicazione e i servizi.
- Direttore generale: Michel Simonis;
- Finanze e Conformità: Martine Buck;
- Aiuto e Cura: Catherine Gapenne;
- Comunicazione e Fundraising: Luc Scheer;
- Cura del Bambino e della Famiglia: Michèle Bressanutti;
- Educazione Non-Formale: Marco Deepen;
- Azione Sociale e Salute: Nadine Conrardy;
- Servizi Generali: Robert Oé;
- Qualità, Innovazione e Sviluppo: Yves Collet;
- Sistemi d'Informazione: Thomas Schneider;
- Risorse Umane: Dorothée Schneider;
- Centro di Riabilitazione del Castello di Colpach: Jean-Philippe Schmit;
- Aiuto Internazionale: Rémi Fabbri;
- Centro di Trasfusione Sanguigna: Anne Schuhmacher e Nathalie Braam.

## La Croce Rossa della Gioventù
La Croce Rossa lussemburghese della Gioventù (in lingua francese Croix-Rouge luxembourgeoise de la Jeunesse) ha come volontari i giovani compresi nella fascia 15-30 anni. Venne fondata nel 1948 come evoluzione del Service de Vacances: campi estivi organizzati per la prima volta nel 1914, a opera della Croce Rossa lussemburghese nel sud del Paese.
Oltre ai campi estivi, che vedono i giovani partecipare come aiutanti o supervisori, gli altri servizi includono corsi di formazione, progetti individuali e collettivi e la partecipazione a cause sociali.
Le attività vengono svolte in maggioranza presso il centro educativo di Bertrange e sono sostenute dal Comitato Gioventù. Dal 1970 l'organizzazione è presieduta dalla principessa Maria Astrid.